# Eleições estaduais no Acre em 1974
As eleições estaduais em Acre em 1974 ocorreram conforme prescrito na legislação vigente: a etapa indireta aconteceu em 3 de outubro e nela a ARENA elegeu o governador Geraldo Mesquita e o vice-governador Omar Sabino e em 15 de novembro foram eleitos senador Adalberto Sena, três deputados federais e nove estaduais num ritual válido para os 22 estados brasileiros.
Natural de Feijó, o contabilista Geraldo Mesquita ocupou os primeiros cargos públicos a partir de 1942 quando o Acre era território federal. Secretário do Departamento de Geografia e Estatística, assumiu no ano seguinte a direção do Departamento de Imprensa e Radiodifusão, cargo ao qual voltaria em 1954. Fundador e diretor do jornal Revolução, assumiu o Departamento de Educação e Cultura. Professor do Colégio Acriano e da Escola Normal Lourenço Filho, sua carreira política começou nas hostes do Movimento Autonomista: nomeado prefeito de Rio Branco em 1958 pelo governador Manuel Fontenele de Castro, foi escolhido secretário-geral do território em 1961 pelo governador José Altino Machado. Com a elevação do Acre a estado elegeu-se deputado federal via PSD em 1962. Após a vitória do Regime Militar de 1964, renovou o mandato pela ARENA em 1966 e no ano seguinte assumiu o cargo de secretário de Educação no governo Jorge Kalume. Eleito senador em 1970, foi escolhido governador pelo presidente Ernesto Geisel em 1974.
O vice-governador o escolhido foi o advogado e professor Omar Sabino que integrou o corpo docente da Universidade Federal do Acre, instituição onde foi reitor.
Médico nascido em Cruzeiro do Sul, Adalberto Sena graduou-se na Universidade Federal do Rio de Janeiro em 1925. Após se formar ocupou o cargo de delegado de Higiene e Saúde Pública em sua cidade natal e prestou serviços ao Ministério da Educação como inspetor do ensino secundário e depois técnico em educação. No decorrer dos anos 1950 ocupou diferentes cargos na Diretoria do Ensino Secundário e chegou a secretário-geral do território do Acre. Fundador do jornal A Voz do Acre, ingressou no PTB e alcançou uma suplência de deputado federal em 1958 e com a inauguração de Brasília em 1960 tornou-se assessor técnico e professor da Fundação Educacional do Distrito Federal, presidente do Conselho de Educação do Distrito Federal e chefe de gabinete do ministro da Educação em 1961. Eleito senador em 1962, recebeu um mandato de quatro anos por ter sido o menos votado, mas foi reeleito em 1966 e 1974 sob a condição de adversário do Regime Militar de 1964.

## Resultado das eleições para governador
A eleição foi realizada pelos nove integrantes da Assembleia Legislativa do Acre em votação nominal na qual absteve-se a bancada do MDB.
| Candidatos a governador do estado | Candidatos a vice-governador | Número | Coligação             | Votação | Percentual |
| --------------------------------- | ---------------------------- | ------ | --------------------- | ------- | ---------- |
| Geraldo Mesquita ARENA            | Omar Sabino ARENA            | -      | ARENA (sem coligação) | 5       | 100%       |
| Fontes:                           |                              |        |                       |         |            |

## Suplente efetivada

### Laélia de Alcântara
Nascida em Salvador, formou-se em Medicina pela Universidade do Estado do Rio de Janeiro em 1949 e ao migrar para o Acre dedicou-se à obstetrícia e pediatria e ensinou puericultura na Escola Normal de Rio Branco. Suplente de deputado federal pelo PTB em 1962, tornou-se suplente do senador Adalberto Sena em 1974 e durante o mandato migrou do MDB para o PMDB, sendo efetivada em 1982 após a morte do titular.

## Resultado da eleição para senador
Segundo o Tribunal Superior Eleitoral foram apurados 43.985 votos nominais (94,21%), 1.915 votos em branco (4,10%) e 791 votos nulos (1,69%) resultando no comparecimento de 46.691 eleitores.
| Candidatos a senador da República | Candidatos a suplente de senador | Número | Coligação             | Votação | Percentual |
| --------------------------------- | -------------------------------- | ------ | --------------------- | ------- | ---------- |
| Adalberto Sena MDB                | Laélia de Alcântara MDB          | -      | MDB (sem coligação)   | 23.394  | 53,19%     |
| Jorge Kalume ARENA                | Moacir Rodrigues de Souza ARENA  | -      | ARENA (sem coligação) | 20.591  | 46,81%     |
| Fontes:                           |                                  |        |                       |         |            |

## Deputados federais eleitos
São relacionados os candidatos eleitos com informações complementares da Câmara dos Deputados.

Representação eleita
  MDB: 2
  ARENA: 1

| Deputados federais eleitos | Partido | Votação | Percentual | Cidade onde nasceu | Unidade federativa |
| Nosser Almeida             | ARENA   | 9.057   | 19,39%     | Sena Madureira     | Acre               |
| Nabor Júnior               | MDB     | 8.026   | 17,18%     | Tarauacá           | Acre               |
| Rui Lino                   | MDB     | 7.037   | 15,07%     | Tarauacá           | Acre               |
| Fontes:                    |         |         |            |                    |                    |

## Deputados estaduais eleitos
Foram eleitos nove deputados estaduais para a Assembleia Legislativa do Acre.

Representação eleita
  MDB: 5
  ARENA: 4

| Deputados estaduais eleitos    | Partido | Votação | Percentual | Cidade onde nasceu | Unidade federativa |
| Geraldo Fleming                | MDB     | 3.003   | 6,43%      | Campanha           | Minas Gerais       |
| Alberto Zaire                  | MDB     | 2.966   | 6,35%      | Plácido de Castro  | Acre               |
| Wildy Viana                    | ARENA   | 2.932   | 6,27%      | Brasileia          | Acre               |
| Edison Cadaxo                  | MDB     | 2.634   | 5,64%      | Boca do Acre       | Amazonas           |
| Raimundo Herminio de Melo      | MDB     | 2.236   | 4,78%      | Rio Branco         | Acre               |
| Carlos Meixeira Afonso         | ARENA   | 2.174   | 4,65%      | Tarauacá           | Acre               |
| Geraldo Pereira Maia           | ARENA   | 1.979   | 4,23%      | Senador Guiomard   | Acre               |
| Francisco Teixeira de Oliveira | MDB     | 1.821   | 3,90%      | Xapuri             | Acre               |
| Alcimar Nunes Leitão           | ARENA   | 1.408   | 3,01%      | Senador Guiomard   | Acre               |
| Fontes:                        |         |         |            |                    |                    |